# Salfeldsches Palais

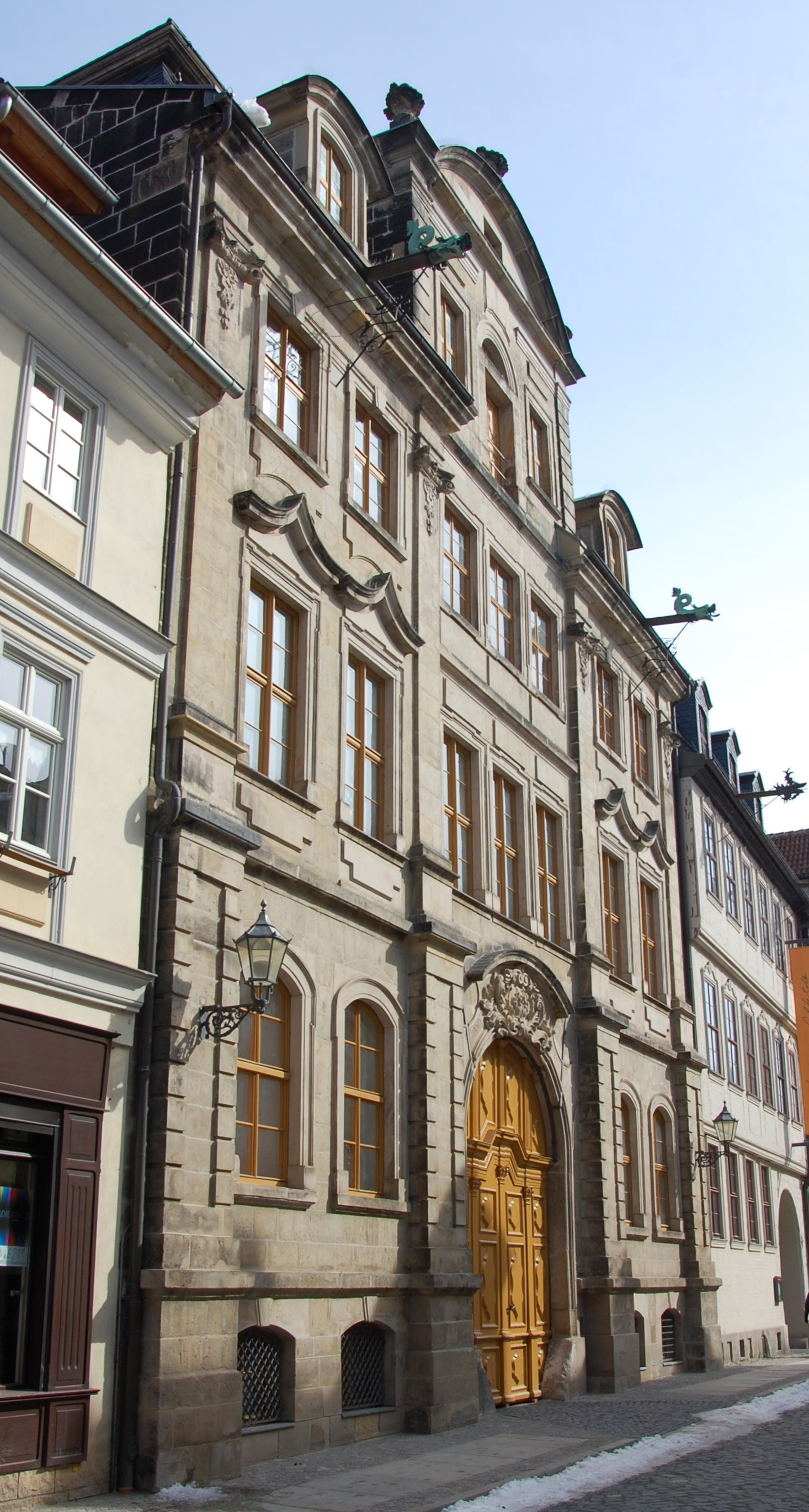
Salfeldsches Palais

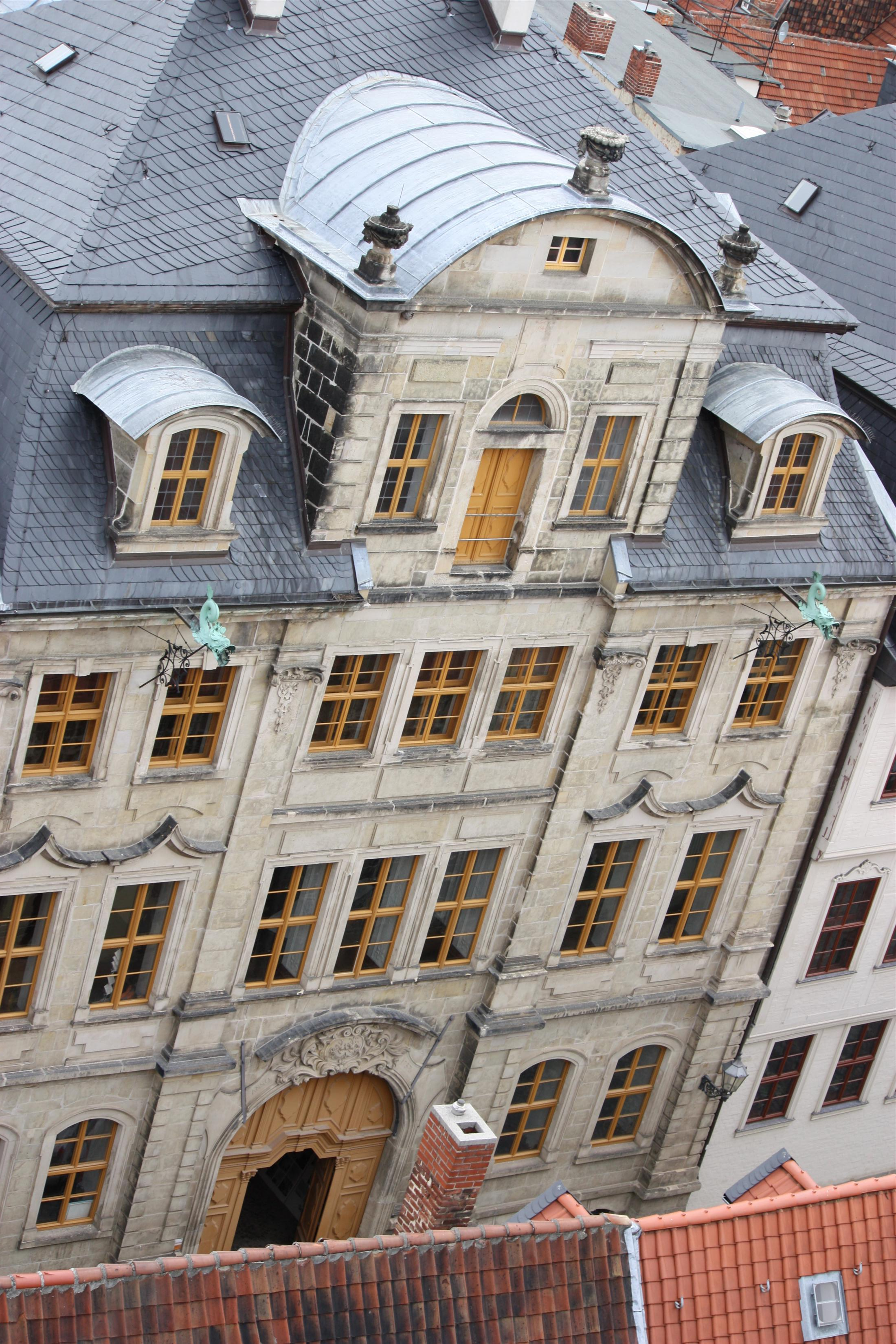
Blick von oben

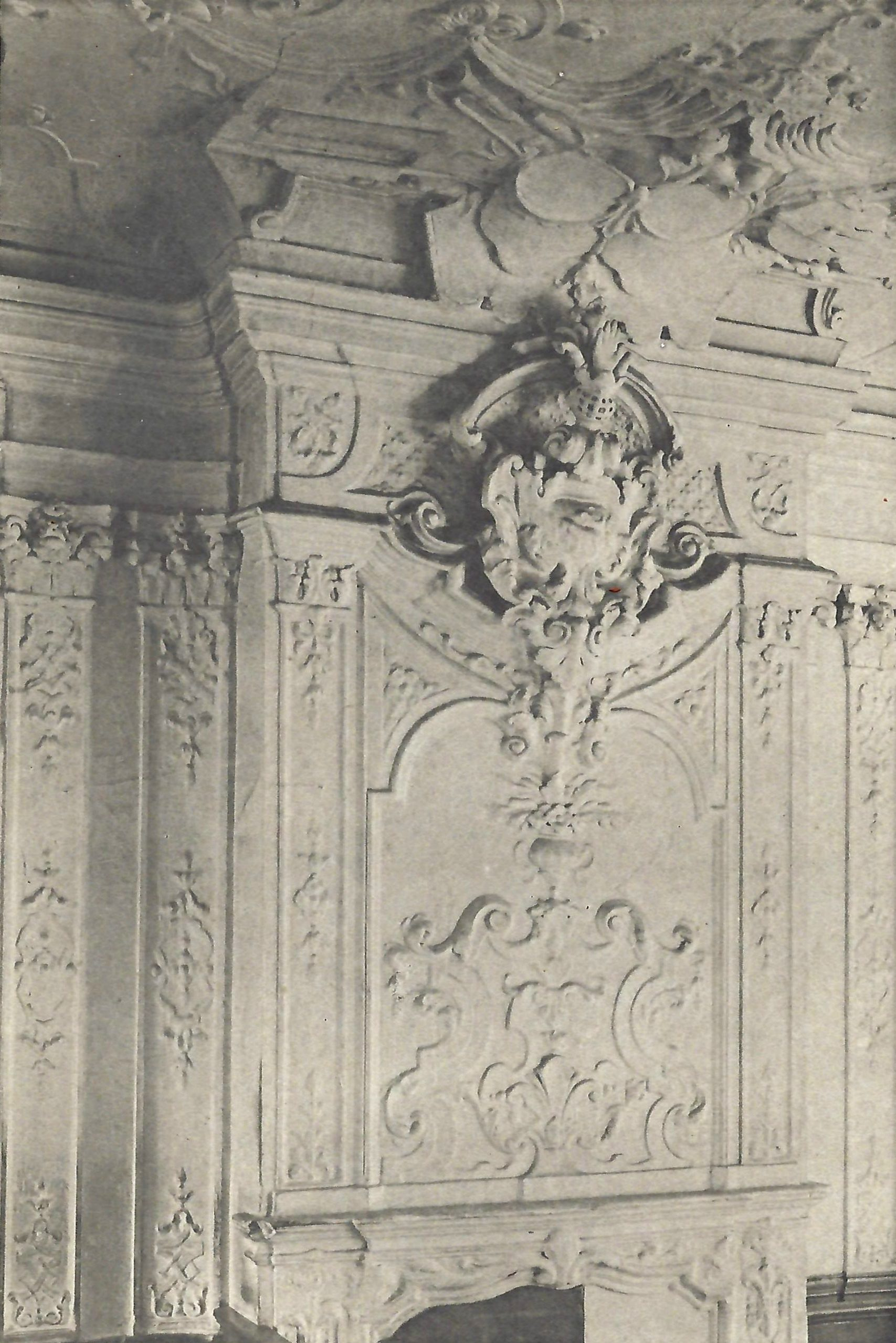
Wandverzierung im Schöffensaal in der Zeit um 1900

Das Salfeldsche Palais ist ein denkmalgeschütztes Gebäude in der Stadt Quedlinburg in Sachsen-Anhalt. Es ist Sitz der Deutschen Stiftung Denkmalschutz in der Stadt.

## Lage
Es befindet sich nördlich des Marktplatzes der Stadt an der Adresse Kornmarkt 5 und gehört zum UNESCO-Weltkulturerbe. Im Quedlinburger Denkmalverzeichnis ist es als Palais eingetragen. Östlich grenzt das gleichfalls denkmalgeschützte Haus Kornmarkt 6 an.

## Architektur und Geschichte
Das barocke dreigeschossige Palais wurde in den Jahren 1734 bis 1737 vom Ratskämmerer Röttger Salfeld, einem Sohn des Bürgermeisters Ekkard (oder Eckhard) Salfeld (1647-1700), weitgehend als Neubau, errichtet und ist zum großen Teil original erhalten. Es entstand als Fachwerkhaus mit massiver Fassade. Das Anwesen befand sich bereits Ende des 17. Jahrhunderts im Besitz der Familie. Vom Vater Röttger Saalfeldts wurde hier eine Gastwirtschaft betrieben.
Bedeckt ist das Gebäude mit einem mit Schiefer gedeckten Mansarddach. Die mit Werkstein gestaltete Fassade ist mit monumentalen Pilastern versehen. Sie gliedert sich in drei mittige und je zwei seitliche Fensterachsen. Der Mittelteil ist risalitartig gestaltet. Mittig im Gebäude ist das als Rundbogen erstellte Portal. Oberhalb des mit beschnitzten Türblättern versehenen Portals befindet sich eine Wappenkartusche. Innerhalb der Durchfahrt besteht eine mit Stuck versehene Felderdecke. Das Gebäude ruht auf einem hohen Quadersockel. Die seitlichen Fenster des ersten Obergeschosses sind von im chinesischen Stil geschwungenen Giebeln überspannt. Das Zwerchhaus wird von einem Segmentgiebel bekrönt. Zur Hofseite hin ist das Haus schlichter gehalten. Auch das hier befindliche große Zwerchhaus verfügt über einen Segmentgiebel und ist darüber hinaus mit einer Ladeluke versehen. Am Haus befindliche Wasserspeier sind als Drachenköpfe gestaltet.
Nach dem Tode Röttger Salfeldts vermietete die Familie das Anwesen. 1785, andere Angaben nennen das Jahr 1786 gelangte das Gebäude in den Besitz der Stadt Quedlinburg und wurde zunächst vom jeweiligen Stiftshauptmann genutzt. Ab 1815 wurde es als Amtsgericht genutzt. Die Stadt Quedlinburg hatte allerdings eine Aufforderung des Zivilgouverneurs Wilhelm Anton von Klewiz, wonach sie die für ein Gericht erforderlichen Räume verfassungsmäßig zur Verfügung zu stellen habe, rechtsirrig so missverstanden, dass die Zurverfügungstellung kostenlos zu erfolgen habe. Sie überließ das Palais dem Justizfiskus daher unentgeltlich zur Nutzung. Erst 1880 erkannte man den Irrtum und versuchte die Justiz auf eine entgeltliche Nutzung zu verklagen. Der Prozess ging allerdings 1882 für Quedlinburg verloren. Das Gericht sah Ansprüche als verjährt an und verpflichtete auf eine Widerklage hin die Stadt die unentgeltliche Nutzung auch zukünftig zu gewähren und in das Grundbuch eintragen zu lassen. Die Nutzung als Gericht wurde bis zur Wendezeit in der DDR fortgesetzt.
1997 wurde das Gebäude sowie das angrenzende Haus Nr. 5 von der Deutschen Stiftung Denkmalschutz gekauft und anschließend bis 2001 grundlegend restauriert.
Im Gebäudeinneren befindet sich ein repräsentativ gestaltetes, rechteckiges Treppenhaus. Es gibt verschiedene Prunkräume mit kostbaren Türen, Vertäfelungen und Stuck an Decken, Wänden und den Kaminen. Die Stuckdecken entstanden im Stil der Régence und wurden, wie die ähnlichen Arbeiten im Schloss Quedlinburg von Michael Caminada und Carlo Rossi geschaffen. Durch Löschwasser beim Brand Kornmarkt 3 wurden Neujahr 2005 die Stuckdecken beschädigt und wurden infolge restauriert. Insgesamt ist der barocke Raumzuschnitt erhalten, insbesondere befinden sich in den oberen Geschossen sogenannte Enfiladen. Oberhalb der Durchfahrt befindet sich im ersten Obergeschoss ein üppig verzierter Festsaal, der mit Pilastern, Girlanden und Baldachinen an den Kaminen geschmückt ist. Es bestehen Supraporte. Als Darstellung finden sich Vögel und Musiker, wobei die Musiker als Mohr und Türke abgebildet sind. In einem Nachbarraum sind Vogelmotive, in einem anderen die Erdteile thematisiert. Im zweiten Obergeschoss sind die Deckengemälde der Mittelfelder nicht erhalten. Das Gebäude verfügt über Gewölbekeller, die von Stichkappen bekrönt werden.
Auf dem Hof des Anwesens befindet sich ein Speicherbau aus dem frühen 19. Jahrhundert und ein barocker Seitenflügel, dessen Gefache mit Zierausmauerungen versehen sind. Ursprünglich umspannten die Wirtschaftsgebäude den Hof komplett.
Im Jahr 2013 hatte das Palais als vermuteter Ort einer Entscheidung in der Landespolitik Sachsen-Anhalts Bedeutung. Nach Vermutungen in der Presse kamen Ministerpräsident Reiner Haseloff (CDU) und Finanzminister Jens Bullerjahn (SPD) am Abend des 17. April 2013 im Palais am Rande der Eröffnung einer Tagung über UNESCO-Welterbestätten überein, die Wissenschafts- und Wirtschaftsministerin des Landes Birgitta Wolff (CDU) zu entlassen.
Im örtlichen Denkmalverzeichnis ist der Kaufmannshof unter der Erfassungsnummer 094 45624 als Baudenkmal verzeichnet.

## Nutzung
Heute wird das Gebäude in Zusammenhang mit der Nr. 5 als Tagungszentrum genutzt, dafür wurde hofseitig ein Konferenzsaal auf den historischen Speicher aufgebaut und ein Restaurant im Gewölbe wiedereröffnet. Ebenso hat der Verein UNESCO-Welterbestätten Deutschland e. V. seinen Sitz dort.